# Храм Неба
Храм Неба (кит.: 天壇, піньїнь: Tiāntán, Тяньтань) — храмово-монастирський комплекс у центральному Пекіні, що включає єдиний храм круглої форми в місті — Храм Урожаю (це головний храм комплексу, який часто називають Храмом Неба). Занесений ЮНЕСКО в список всесвітньої спадщини людства. Площа комплексу становить 267 га. Тяньтань є одним із символів міста.

## Історія
Комплекс побудований у 1420 під час правління під девізом «Юнле» династії Мін. Спочатку називався храмом неба і землі, але після будівництва в 1530 окремого Храму Землі став виконувати функцію поклоніння Небу.
Храм неба розташований на південний схід від імператорського палацу. З'явився він у той же час, що й Заборонене місто, і спочатку діяв як храм Неба і Землі. Цим пояснюється незвичайна форма території храмового комплексу (південна частина споруди має форму квадрата, а північна округла): згідно з китайською традицією, круг символізує Небо, а квадрат — сили Землі; з тих пір в стінах Тяньтань підносилися молитви виключно Небу.
Протягом майже 500 років раз на рік, в день зимового сонцестояння, імператори прибували сюди, щоб після триденного суворого посту принести Небу щедрі дари. Вважалося, що у владики Піднебесної божественне походження, тому тільки імператор має право звертатися до Небес з молитвами про процвітання держави. Володар заклинав вітер, дощ, спеку і холод, щоб вони з'являлися саме тоді, коли призначено віковічним природним циклом, — це було запорукою гарного врожаю.